# Rio Piabanha
 (novembre 2013).
Si vous disposez d'ouvrages ou d'articles de référence ou si vous connaissez des sites web de qualité traitant du thème abordé ici, merci de compléter l'article en donnant les références utiles à sa vérifiabilité et en les liant à la section « Notes et références ».
Le Rio Piabanha est un cours d'eau brésilien de l'État de Rio de Janeiro. Il traverse les municipalités de Petrópolis, Areal, Paraíba do Sul et Três Rios.

## Géographie
Le rio Piabanha naît dans la Serra dos Órgãos, sur le territoire de la commune de Petrópolis et se jette dans le Rio Paraíba do Sul à Três Rios, dans l'État de Rio de Janeiro, après un parcours de 80 km. C'est un affluent rive droite de ce dernier fleuve.
Son bassin versant a une superficie d'environ 2 050 km2, dont une part significative est allouée à l'agriculture, principalement sur les pentes des vallées dans lesquelles la rivière s'écoule.